# Петров Олексій Олександрович
Олексій Олександрович Петров (рос. Алексе́й Алекса́ндрович Петро́в, нар. 8 вересня, 1974, Волгоград, Російська РФСР) — російський важкоатлет, олімпійський чемпіон 1996 року, бронзовий призер Олімпійських ігор 2000 року, чемпіон світу, дворазовий чемпіон Європи, рекордсмен світу.

## Життєпис
Олексій Петров народився 8 вересня 1974 року в місті Волгоград.
Першого вагомого успіху добився у 1994 році, коли на дебютному чемпіонаті світу здобув перемогу. Петров не тільки здобув перемогу на змаганнях, але і оновив рекорди світу в ривку та поштовху. За декілька місяці до цього Петров став чемпіоном Європи, також встановивши два світові рекорди. Вдалі виступи дали спортсмену можливість представити Росію на Олімпійських іграх 1996 року. Там він показав результат 402.5 кг у сумі, випередивши друге місце 12.5 кг. У ривку з результатом 187.5 кг оновив світовий рекорд.
Після Олімпійських ігор прийняв переїхати із Волгограду в Москву, де почав виступати за клуб «Кунцево». Причиною переїзду стали проблеми із фінансуванням спортсмена. До активних виступів повернувся у 1999 році, коли на чемпіонаті світу посів п'яте місце. Наступного року на чемпіонаті Європи знову став п'ятим. Не надто вдалі виступи не завадили Петрову поїхати на Олімпійські ігри в Сіднеї. Там він виступав під знеболюючими, оскільки у нього відбулося загострення травми руки, але він зумів стати бронзовим призером змагань.
У 2001 році спортсмен повернувся у Волгоград, але практично не виступав. Причиною цього була травма, а також конфлікт із Федерацією важкої атлетикою Росії. Петров був не згодий із політикою федерації у питаннях формування складу збірної. Повернувся до змагань у 2002 році, відразу ставши чемпіоном Європи. Незважаючи на перемогу на чемпіонаті Росії, над своїм конкурентом у збірній Едуардом Тюкіним, рішенням виконавчого комітету Федерації важкої атлетики Росії на Олімпійські ігри 2004 року Петров не поїхав.
Закінчив Волгоградську державну академію фізичної культури. У 2005 році у нього народилася донька Діана.

## Результати
| Рік              | Місце              | Вага             | Ривок            | Ривок            | Ривок            | Ривок            | Поштовх          | Поштовх          | Поштовх          | Поштовх          | Загалом          | Місце            |
| Рік              | Місце              | Вага             | 1                | 2                | 3                | Місце            | 1                | 2                | 3                | Місце            | Загалом          | Місце            |
| Олімпійські ігри | Олімпійські ігри   | Олімпійські ігри | Олімпійські ігри | Олімпійські ігри | Олімпійські ігри | Олімпійські ігри | Олімпійські ігри | Олімпійські ігри | Олімпійські ігри | Олімпійські ігри | Олімпійські ігри | Олімпійські ігри |
| ---------------- | ------------------ | ---------------- | ---------------- | ---------------- | ---------------- | ---------------- | ---------------- | ---------------- | ---------------- | ---------------- | ---------------- | ---------------- |
| 1996             | Атланта, США       | до 91 кг         | 175.0            | 182.5            | 187.5            | —                | 215.0            | 227.5            | 227.5            | —                | 402.5            | 1                |
| 2000             | Сідней, Австралія  | до 94 кг         | 180.0            | 180.0            | 180.0            | —                | 220.0            | 222.5            | 227.5            | —                | 402.5            | 3                |
| Чемпіонат світу  |                    |                  |                  |                  |                  |                  |                  |                  |                  |                  |                  |                  |
| 1994             | Стамбул, Туреччина | до 91 кг         | 180.0            | 186.0            | 187.5            | 1                | 220.0            | 225.0            | 228.0            | 1                | 412.5            | 1                |
| 1999             | Афіни, Греція      | до 94 кг         | 170.0            | 175.0            | —                | 12               | 210.0            | 217.5            | 220.0            | 5                | 395.0            | 5                |
| 2003             | Ванкувер, Канада   | до 94 кг         | 180.0            | 180.0            | 185.0            | 2                | 220.0            | 220.0            | 222.5            | —                | —                | —                |
| Чемпіонат Європи |                    |                  |                  |                  |                  |                  |                  |                  |                  |                  |                  |                  |
| 1994             | Соколов, Чехія     | до 91 кг         | 195.0            | —                | —                | 2                | 227.5            | —                | —                | 1                | 412.5            | 1                |
| 2000             | Софія, Болгарія    | до 94 кг         | 170.0            | 175.0            | 180.0            | 5                | 215              | 220.0            | 220.0            | 5                | 390              | 5                |
| 2002             | Анталія, Туреччина | до 94 кг         | 175.0            | 182.5            | 185.0            | 1                | 215              | 222.5            | 222.5            | 5                | 400              | 1                |

## Список світових рекордів
| Поштовх | 227.5 | Соколов | 15 травня 1994    |
| Сума    | 412.5 | Соколов | 15 травня 1994    |
| Ривок   | 186.0 | Стамбул | 20 листопада 1994 |
| Поштовх | 228.0 | Стамбул | 20 листопада 1994 |
| Ривок   | 187.5 | Атланта | 20 липня 1996     |